# Alpint skiløb under vinter-PL 2022
Alpint skiløb under de paralympiske vinterlege 2022 vil blive arrangeret i Xiaohaituo alpinarena i Beijing fra 5. til 13. mars 2022. I alt er der planlagt 30 medaljebegivenheder.

## Begivenheder
Konkurrencebegivenhederne er:
- Styrtløb (siddende, stående, synshandicappede): kvinder – mænd
- Super-G (siddende, stående, synshandicappede): kvinder – mænd
- Storslalom (siddende, stående, synshandicappede): kvinder – mænd
- Slalom (siddende, stående, synshandicappede): kvinder – mænd
- Super kombineret (siddende, stående, synshandicappede): kvinder – mænd